# الدوري المغربي لكرة القدم 1982–83
الدوري المغربي لكرة القدم 1982-1983 هو الموسم 27 من البطولة الوطنية المغربية لكرة القدم . يتنافس خلاله 16 من أفضل الأندية الوطنية المغربية.توج بهذا الموسم فريق المغرب الفاسي.